# Antoneuca
Antoneuca è un comune della Moldavia situato nel distretto di Drochia di 479 abitanti al censimento del 2004